# Cubaris ignota
Cubaris ignota är en kräftdjursart som beskrevs av Arcangeli 1934. Cubaris ignota ingår i släktet Cubaris och familjen Armadillidae. Inga underarter finns listade i Catalogue of Life.